# Carlos Farfán
Carlos Farfán De los Godos Lázaro, (nacido el 20 de febrero de 1962 en Barcelona, Cataluña) es un exjugador de baloncesto español. Mide 1,93 de estatura y jugaba de alero.

## Trayectoria
[actualizar]